# Bệnh thoái hóa tinh bột
Bệnh thoái hóa tinh bột (amyloidosis) là một nhóm các bệnh trong đó các protein bất thường, được gọi là các  sợi cơ amyloid, tích tụ trong mô. Các triệu chứng phụ thuộc vào loại bệnh và thường thay đổi. Chúng có thể bao gồm tiêu chảy, giảm cân, cảm thấy mệt mỏi, lưỡi sưng, chảy máu, tê, cảm thấy ngất khi đứng, sưng chân hoặc sưng lá lách.
Có khoảng 30 loại amyloidosis khác nhau, mỗi loại do một loại sai lệch protein cụ thể. Một số loại là di truyền trong khi những người khác tự có. Chúng được nhóm thành các dạng bệnh địa phương và hệ thống. Bốn loại bệnh hệ thống phổ biến nhất là chuỗi nhẹ (AL), viêm (AA), lọc máu (Aβ2M), và di truyền và tuổi già (ATTR).
Chẩn đoán có thể bị nghi ngờ khi protein được tìm thấy trong nước tiểu, có sự sưng nội tạng hoặc các vấn đề được tìm thấy trong nhiều dây thần kinh ngoại biên và không rõ tại sao. Chẩn đoán được xác nhận bằng sinh thiết mô. Do cách thể hiện thay đổi đa dạng, chẩn đoán đúng bệnh thường có thể mất một thời gian.
Điều trị là hướng tới việc giảm lượng protein liên quan. Điều này đôi khi có thể đạt được bằng cách xác định và điều trị nguyên nhân cơ bản. Bệnh amyloidosis AL xảy ra ở khoảng 3-13 trên một triệu người mỗi năm và bệnh amyloidosis AA xảy ra với khoảng 2 triệu người mỗi năm. Độ tuổi khởi phát thông thường của hai loại này là 55 đến 60 tuổi. Nếu không điều trị, tuổi thọ là từ sáu tháng đến bốn năm. Trong thế giới phát triển, khoảng 1 trên 1.000 người chết vì amyloidosis. Bệnh này đã được mô tả từ ít nhất 1639.